# ثلاثية المجاديف

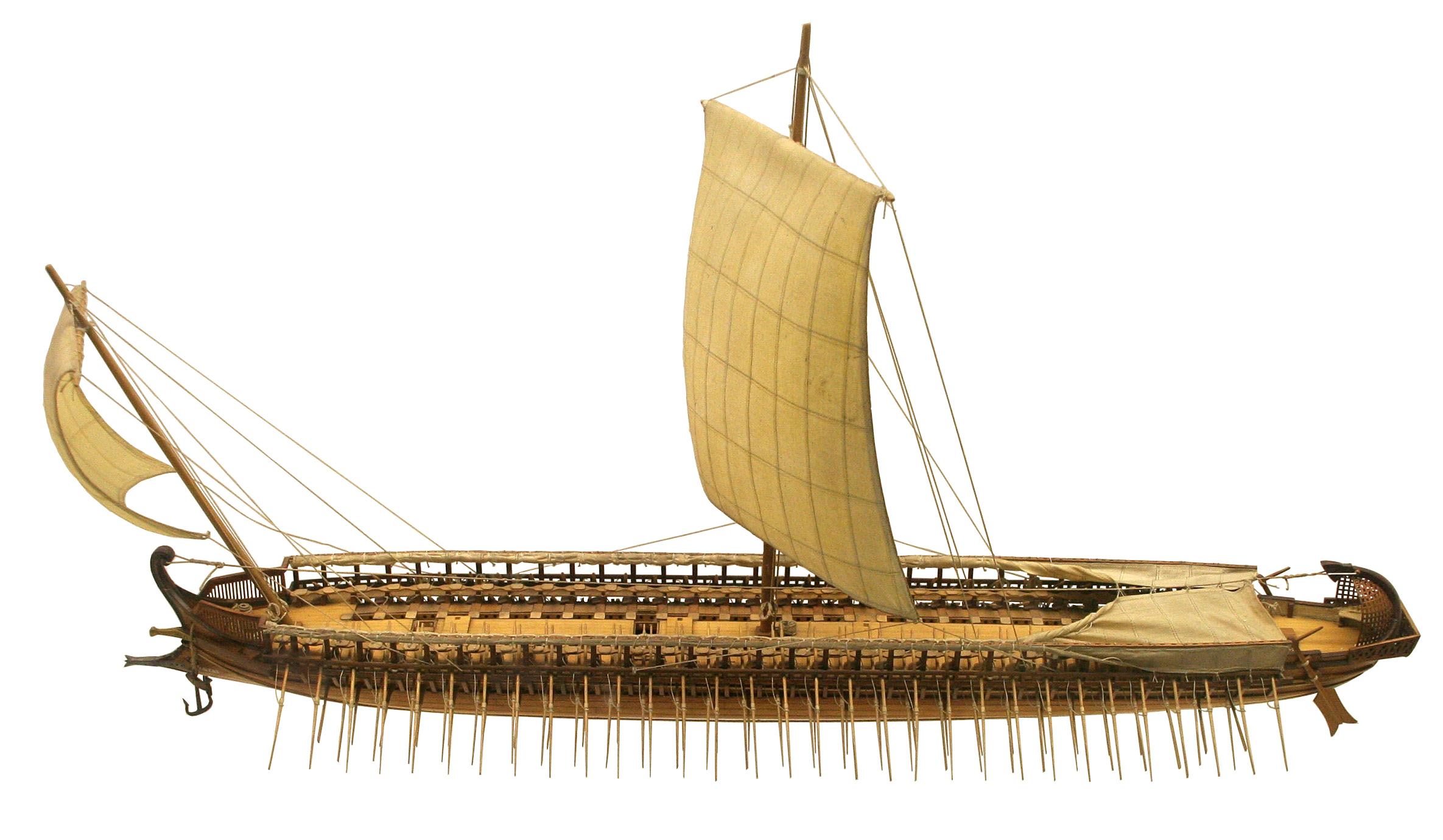
ثلاثية المجاذيف إغريقية.

ثلاثية المجاديف (باليونانية Τριήρης، باللاتينية: Trireme "تريس ريمي") هي سفن حربية مصنوعة من الخشب بطول 150 قدمًا، وعرض 150، ويحركها 170 مُجذفًا، والطاقم الكامل يصل إلى 200 رجل، كانت مزودة بمجاذيف في المقدمة.